# St. Peter (Wenzenbach)

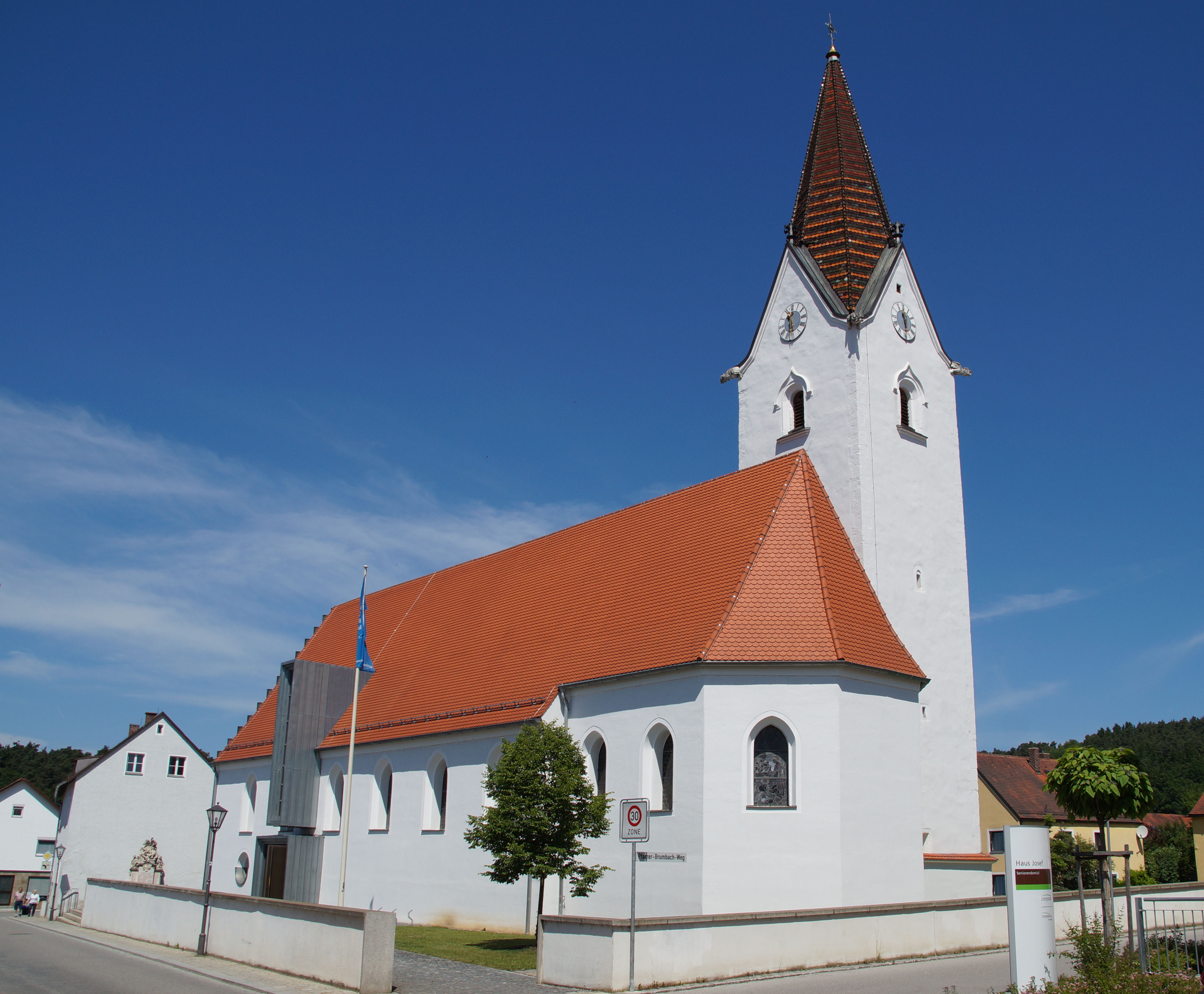
St. Peter (Wenzenbach)

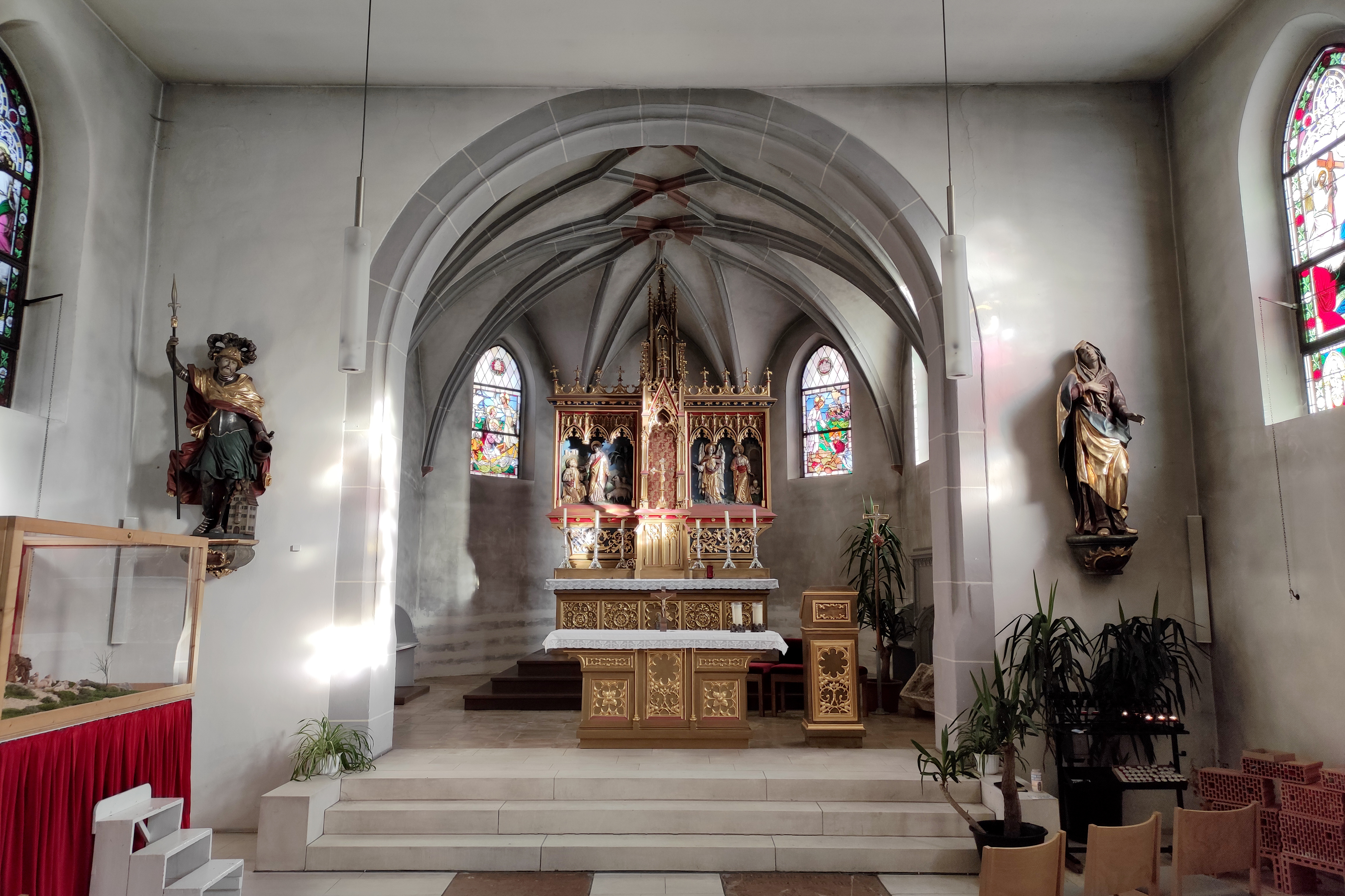
Innenansicht

Die römisch-katholische, denkmalgeschützte Pfarrkirche St. Peter steht in Wenzenbach, einer Gemeinde im Landkreis Regensburg in der Oberpfalz. Die Kirche gehört zum Bistum Regensburg. Das Bauwerk ist unter der Denkmalnummer D-3-75-208-4 als Baudenkmal in die Bayerische Denkmalliste eingetragen.

## Beschreibung
Die Saalkirche wurde 1425–82 erbaut. Sie besteht aus einem Langhaus, das 1901 auf sechs Achsen nach Westen verlängert wurde, einem eingezogenen Chor mit Fünfachtelschluss im Osten und einem Chorflankenturm an dessen Nordwand, der 1881 erneuert werden musste. Dabei wurde ihm ein Spitzhelm aufgesetzt. Das Langhaus wurde 2003–06 nach Norden durch einen Anbau auf spitzbogigem Grundriss erweitert.
Der Innenraum des ursprünglichen Langhauses ist mit einer Flachdecke überspannt, der des Chors mit einem Netzgewölbe. Fast alle Fenster wurden 1904/05 mit Glasmalereien versehen. Die neugotische Kirchenausstattung entstand 1901.